# サムソー
サムソー (Samsø, Samsoe) はデンマークのサムソー島において牛乳から作られるセミハードタイプのチーズ。デンマーク産チーズとしてはローランド島のマリボーと並んでトップクラスのメジャーなチーズ。19世紀にスイスのエメンタールチーズまたはグリュイエールチーズの製法を移入したとされる。これは1870年代にアメリカやロシアから穀物が安価で輸入されたことにより、穀物生産が主体であったデンマークの農業構造を転換する必要に迫られたためで、国王クリスチャン9世による決定という。名称について、かつてはデンマークのスイスチーズと呼ばれていたものが1952年に政令によりサムソーと名付けられた。形状について、当初は円盤形であったが、いつごろからか明らかではないものの、輸出など輸送の際に積載面で有利となる直方体のタイプが主流となっている。表皮のないリンドレスタイプで、内部は小豆大の気孔が見られる。日本ではシュレッドチーズの原料として使われるケースが多い。
わずかに甘みが感じられ、全般的にクセのないマイルドな味わい。ピザ、グラタンやチーズフォンデュに使ってもよいし、軽めのワインとあわせてそのまま食してもよい。サラダやサンドイッチに入れるのもあり。